# Nora Barnacle

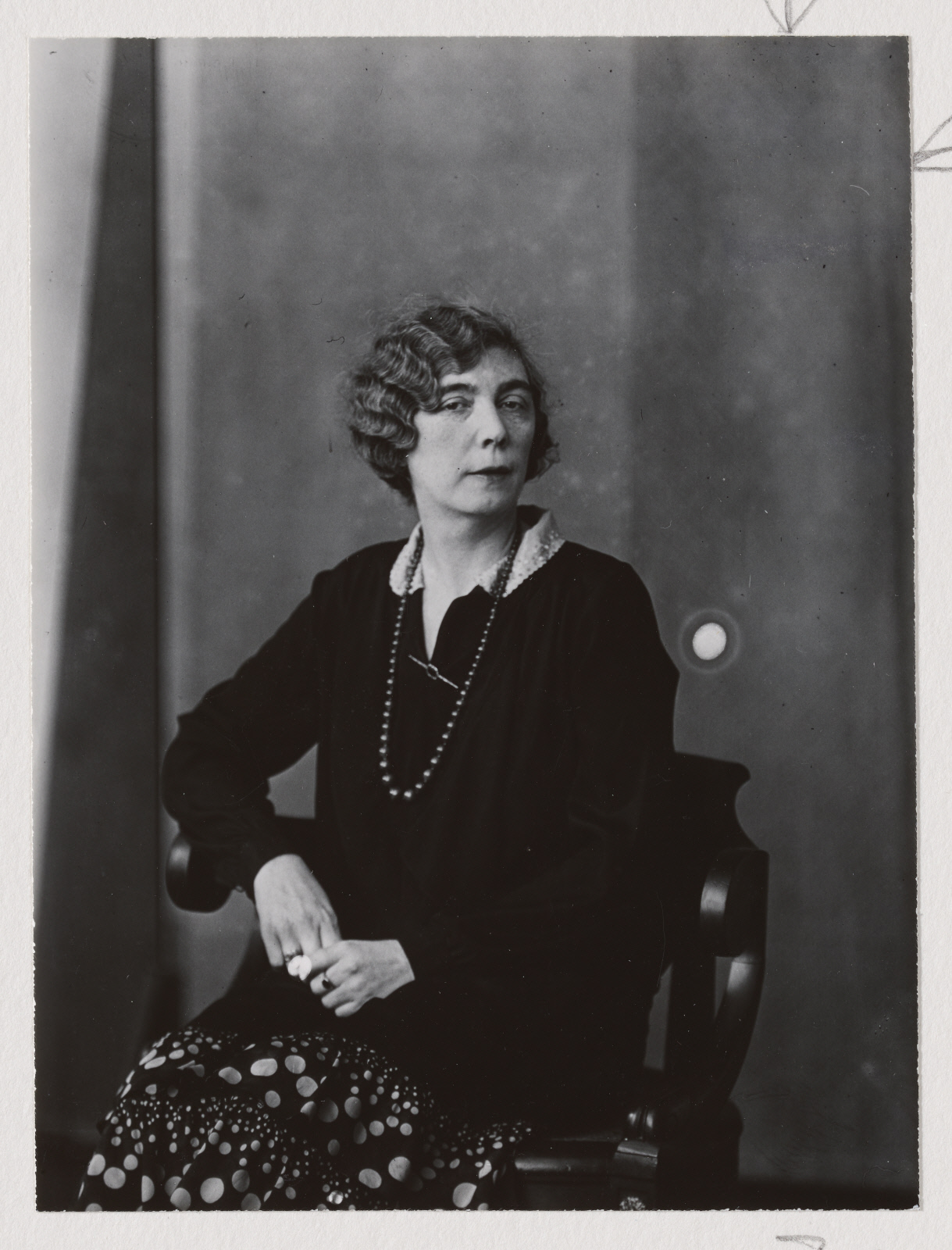
Nora Barnacle,
Foto: Berenice Abbott, 1926–1927

Nora Barnacle (* am 21. oder 22. März 1884 in Galway/Irland; † 10. April 1951 in Zürich) war die Lebensgefährtin und spätere Ehefrau des Schriftstellers James Joyce. Sie gilt als Vorbild der Molly Bloom im Ulysses, dem Hauptwerk von James Joyce. Ihr Leben diente als Vorlage für den Film Nora aus dem Jahre 1999/2000.

## Leben

### Jugend

Nora Barnacle als junges Mädchen

Nora wurde als Tochter des Bäckers Thomas Barnacle und dessen Ehefrau Annie Honoraria, geb. Healy, im Galway City Workhouse, einem städtischen Krankenhaus, geboren. Ihr genaues Geburtsdatum steht nicht fest, da die standesamtliche und kirchliche Eintragung voneinander abweichen. Nora hatte sieben Geschwister. Nach ihrem Schulbesuch zwischen 1889 und 1896 wurde sie im Alter von 13 Jahren Pförtnerin am Presentation Convent in Galway. Im selben Jahr trennten sich ihre Eltern wegen der Trunksucht des Vaters. Im Jahre 1896 starb Noras Jugendfreund Michael Feeney, ein sechzehnjähriger Lehrer, an Typhus und Lungenentzündung. Nachdem auch ein zweiter Freund im Jahre 1900 gestorben war, galt Nora in ihrem Heimatort als „men-killer“. Nach einer weiteren Beziehung und einer Auseinandersetzung mit ihrem Onkel suchte sie im Jahre 1903 eine Stelle in Dublin, wo sie als Zimmermädchen im Finn’s Hotel arbeitete.

### Lebensgefährtin von Joyce
Am 10. Juni 1904 lernte sie den zweiundzwanzigjährigen James Joyce kennen. Ihre Beziehung mit Joyce begann am 16. Juni 1904, dem Tag, an dem der Roman Ulysses spielt und der seit 1954 als Bloomsday (nach der Hauptfigur Leopold Bloom) in Irland gefeiert wird.
Am 8. Oktober 1904 reiste sie zusammen mit Joyce auf den Kontinent und teilte seitdem sein unstetes Leben, das sie über Paris, Zürich und Triest nach Pula, wieder nach Triest, dann nach Rom und zurück nach Triest durch verschiedene heruntergekommene Pensionen und Wohnungen führte. Nora war sprachbegabt, sodass sie binnen kurzer Zeit die verschiedenen Sprachen und Dialekte beherrschte, später auch das Zürichdeutsch.
Obwohl Nora katholisch erzogen worden war, lebte sie bis zur Heirat im Jahre 1931 in „wilder Ehe“ mit Joyce und ließ auch ihre beiden Kinder nicht taufen. Im Jahre 1905 gebar sie den Sohn Giorgio, im Jahre 1907 die Tochter Lucia. Nach einer Fehlgeburt im Jahre 1908 verschlechterte sich die Beziehung zu Joyce, und Nora beklagte sich in Briefen an ihre Schwester über dessen Alkoholismus, Verschwendungssucht und Eifersuchtsszenen. Es kam hinzu, dass ihre Tochter bereits als Kind an psychischen Störungen litt, die sich seit 1930 verstärkten.
1909 kam es zweimal zu einer mehrmonatigen Trennung, indem Joyce nach Dublin reiste und Nora in Triest zurückließ. Aus dieser Zeit stammt der obszöne Briefwechsel zwischen Joyce und Nora, der als „Dirty letters“ in die Literaturgeschichte eingegangen ist. In einem dieser Briefe schrieb Joyce: “One moment I see you like a virgin or madonna the next moment I see you shameless, insolent, half-naked and obscene”. Joyce sah also in Nora die Heilige und zugleich die Hure, was sich auch im Frauenbild seiner Werke widerspiegelt.
Nach der Trennung kehrte Joyce 1910 endgültig zu Nora zurück.
In diesen schwierigen Jahren, in denen Joyce keinen Verleger fand und sich als Sprachlehrer durchschlug, trug auch Nora durch Waschen und Bügelarbeiten zum Unterhalt der Familie bei.  Joyce und Nora stritten sich häufig, aber Nora glaubte an seinen Durchbruch als Schriftsteller und rettete das Manuskript von Stephen Hero (Stephen der Held), das Joyce bei einem Wutanfall ins Feuer werfen wollte. Dieses Werk konnte Joyce nach der Umarbeitung in A Portrait of the Artist as a Young Man im Jahre 1916 als autobiographischen Roman publizieren.
Im Jahre 1912 besuchten Nora und Joyce mitsamt den Kindern Irland. Nachdem der Verleger Dubliners wegen Unmoral abgelehnt hatte, beschlossen sie, nie wieder nach Irland zurückzukehren, woran sich allerdings nur Joyce hielt.
Joyce erhielt in Triest eine Stelle als Lehrer an der Höheren Handelsschule und hatte auch erste schriftstellerische Erfolge, nachdem er einen englischen Verleger gefunden hatte. Nach dem Eintritt Italiens in den Ersten Weltkrieg musste das Paar im Jahre 1915 Triest verlassen und emigrierte nach Zürich. Bei der Anmeldung gaben sie sich als Ehepaar aus und nannten als Heiratsdatum den 8. Oktober 1904, den Tag, an dem sie gemeinsam Irland verlassen hatten. Nora machte sich um zwei Jahre jünger und gab als Geburtsjahr 1886 an.
1917 wurde bei Joyce ein Glaukom festgestellt, und Nora betätigte sich seitdem auch als seine Sekretärin. Während Noras Kuraufenthalt in Locarno begann Joyce mit den ersten Kapiteln des Ulysses. Bei ihrer Rückkehr musste sich Joyce einer Augenoperation unterziehen, wovon er sich nur schwer erholte. Nachdem sich die finanziellen Verhältnisse etwas stabilisiert hatten, gründete Joyce zusammen mit seinem Freund Claude Sykes ein englischsprachiges Schauspielensemble, die English Players, nicht zuletzt, um das abgelehnte autobiographische Theaterstück Exiles uraufzuführen, was sich jedoch zerschlug. Nora wirkte in dem Ensemble als Schauspielerin mit. Joyce, für den Nora eine Inspirationsquelle war, wollte Nora zur Untreue verleiten, um Stoff für seinen Ulysses zu haben. Dies gelang ihm aber nicht.

### Die Zeit nach dem Ersten Weltkrieg
Nach dem Ende des Ersten Weltkrieges kehrten Nora und Joyce zunächst aus dem Schweizer Exil nach Triest zurück, übersiedelten aber 1920 auf Vermittlung von Ezra Pound nach Paris, wo sie bis zum Ausbruch des Zweiten Weltkrieges in verschiedenen Hotels und Wohnungen lebten.
Im Frühjahr 1922 verließ Nora ihren Lebensgefährten Joyce, um mit den Kindern nach Irland zurückzukehren. Joyce versuchte in verzweifelten und unterwürfigen Briefen, Nora zur Rückkehr zu bewegen.
„Offenbar ist es unmöglich, Dir die Verzweiflung zu beschreiben, in der ich mich befinde, seit du fort bist. […] Ich trage dein Bild immer in meinem Herzen. O meine Liebste, wenn Du Dich doch nur jetzt zu dir kehren […] und mich zu dir nähmest, allein, um mit mir zu machen, was du willst!“
Ernüchtert durch den beginnenden irischen Bürgerkrieg kehrte Nora zu Joyce zurück.
Als sich das Augenleiden von Joyce erneut verstärkte, half sie ihm bei der Konzeption von Finnegans Wake. Dies geht aus Notizen zu Dantes Göttlicher Komödie in Noras Handschrift hervor. In einem Anhang schrieb sie: „Heute 16. Juni 1924 zwanzig Jahre danach. Ob sich irgend jemand dieses Datums erinnern wird. “
Obwohl Joyce die Ehe ablehnte, willigte er 1931 in eine standesamtliche Heirat ein, hauptsächlich, um seinen Sohn Giorgio zu legitimieren, dessen uneheliche Geburt und dessen angenommener Name „Joyce“ in den Augen der Schwiegertochter ein Makel war.
Die nächsten Jahre waren überschattet von Lucias Geisteskrankheit, die Ende 1935 zur Einweisung in eine geschlossene Anstalt führte.
Kurz nachdem der fast erblindete Joyce im Jahre 1939 Finnegans Wake abschließen und publizieren konnte, begann der Zweite Weltkrieg. Nora und Joyce übersiedelten aus Furcht vor den Bombenangriffen zunächst in das Dorf Saint-Gérard-le-Puy in der Auvergne und kurzfristig nach Vichy, das sie wegen der Teilbesetzung Frankreichs und des Vichy-Regimes wieder verlassen mussten. Am 16. Dezember 1940 emigrierten James Joyce und Nora zusammen mit ihrem Sohn Giorgio und ihrem Enkel in die Schweiz nach Zürich, wo Joyce am 13. Januar 1941 starb.
Nora blieb auch nach dem Ende des Zweiten Weltkrieges in Zürich. Sie starb am 10. April 1951 an akutem Nierenversagen (Urämie). 1966 wurden die sterblichen Überreste von James Joyce und Nora umgebettet und in einem Ehrengrab auf dem Zürcher Friedhof Fluntern beigesetzt.

## Nora in den Werken von Joyce

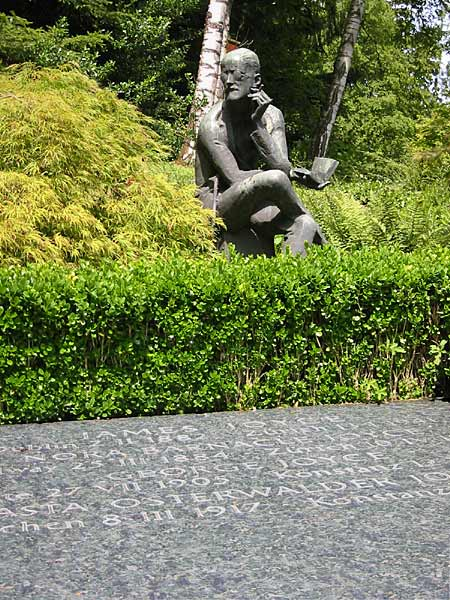
Ehrengrab von James Joyce und Nora Barnacle in Zürich

Für Joyce war Nora eine Quelle der Inspiration, und er zeichnete sogar Noras erotische Träume auf.
- Viele Charakterzüge Noras sind in die Frauengestalten der Geschichtensammlung The Dubliners eingeflossen. Nach Kerstin Groß-Stranz nimmt die Figur der Gretta Conroy in The Dead die Molly Bloom im Ulysses vorweg. Gleichzeitig erinnert die biographische Erzählung Grettas an Erlebnisse Noras, wie die Erinnerung an ihre verstorbene Jugendliebe, hier Michael Furey[21] genannt. „I think he died for me, she answered.“[22]
- Im autobiographischen Drama Exiles (Verbannte) aus dem Jahre 1914 wird Nora als Bertha porträtiert. In Joyces Notizen findet sich auch She Weeps Over Rahoon (Sie weint über Rahoon). Rahoon ist der Ostteil mit dem Friedhof von Galway, wo Nora/Bertha über den Tod ihrer Jugendliebe trauert, „ihn, den ihre Liebe ermordet hat“,[23] ein Motiv, das auch in der Erzählung The Dead vorkommt.
- Molly Bloom im Ulysses. Der Roman spielt an dem Tag, an dem die Beziehung zwischen Joyce und Nora begann. Joyce übernahm bei der Charakterisierung der Molly sogar Noras Stil und ihre Eigenart, ohne Zeichensetzung zu schreiben. Ob und wieweit er dabei Noras Originalbriefe und Notizen verwendete, bleibt unsicher.[24]
- Anna Livia Plurabelle in Finnegans Wake besitzt einige Charakterzüge der reiferen Nora.[25]

## Rezeption und Nachwirken
Die Rolle Nora Barnacles im Leben von Joyce wurde lange verkannt.
Thomas Wolfe, der Nora 1926 nur kurz kennengelernt hatte, beschrieb sie in einem Brief als: „eine von tausend französischen Mittelstandsfrauen, […] ein vulgärer, eher schlaffer Mund; nicht sehr intelligent wirkend.“
Die Time fand nach Noras Tod im Jahre 1951 zumindest einige Worte der Anerkennung und billigte ihr zu, dass sie die „langjährige Vertraute und literarische Hebamme ihres berühmten Schriftstellergatten“ war.
In den Folgejahren wurde Nora immer negativer dargestellt, und sie galt als Schlampe, sowie als „ungebildete und unbelesene Frau“, die „nie die Sprache des Landes [beherrschte], in dem sie lebte.“ Ebenso wurde bemängelt, dass sie sich geweigert hätte, den Ulysses oder andere Werke ihres Mannes zu lesen. Dies traf jedoch nur beim Ulysses zu. Dagegen zitierte sie gerne die Gedichte von Joyce und liebte Finnegans Wake.
Ihr Freundeskreis dagegen wusste um Noras lenkende Rolle im Leben von Joyce, ebenso, dass es vor allem Nora zu verdanken war, dass Joyce seine Schöpfungskraft nicht durch seine Alkoholkrankheit verloren hatte.
Resümierend schrieb Brenda Maddox:
„Für lange Zeit war die einzige Anerkennung, die sie fand, die, das mitnehmbare Irland ihres Gatten zu sein.“
Erst durch die Recherchen von Brenda Maddox und die darauf beruhende Biographie wurde das Bild über Nora zurechtgerückt.
Nach Christian Barduhn verkörperte Nora „für Joyce das, was ihm fehlte: Stärke, Sicherheit, Wärme, Leichtigkeit“.
Basierend auf der Biographie von Brenda Maddox wurde Noras Leben im Jahre 1999 verfilmt und kam 2000 in die Kinos.

## Adaptionen in Musical und Film
- 1980: Noch vor dem Erscheinen der Biographie wurde beim Dubliner Theaterfestival ein Musical über Noras Leben uraufgeführt.[31]
- 1987: The Dead (Die Toten). Nach der Erzählung in Dubliner, Regie: John Huston.
- 2000: Spielfilm Nora. Die leidenschaftliche Liebe von James Joyce. Regie: Pat Murphy, mit Susan Lynch und Ewan McGregor, auch als Video (2001) und DVD (2003)